# Dukátové buchtičky
Le dukátové buchtičky /'dukaːtɔʋeː 'buxɟitʂki o 'dukaːtovɛː 'buxɟɪtʃkɪ/ (in italiano: buchtičky [buchty piccoli] dei ducati), in Slovacchia e nella Repubblica Ceca, o le buchtičky s krémem /'buxɟɪtʃkɪ 'z 'krɛːmɛm/ (in italiano: buchtičky [buchty piccoli] con crema) o le buchtičky se šodó /'buxɟɪtʃkɪ 'ze 'ʃodoː/ (in italiano: buchtičky [buchty piccoli] con biancomangiare), nella Repubblica Ceca, è un piatto dolce ceco e slovacco composto da piccole focaccine lievitate (buchty) ricoperte di crema calda alla vaniglia. 
Le buchtičky possono anche essere servite secondo un'antica ricetta francese con il biancomangiare, una schiuma di vino composta principalmente da vino e uova, e possono essere accompagnate con frutta fresca.